# IH&RA
International Hotel & Restaurant Association (IHRA) este o federație profesională care reprezintă aproximativ 300.000 hoteluri și 8 milioane restaurante din toată lumea, cu un număr total de angajați de 60 milioane și care contribuie cu aproximativ 950 miliarde USD la economia globală.
A fost înființată în noiembrie 1947 în Londra sub numele International Hotels Association.
Pe 23 septembrie 1949 a fost înregistrată în Franța iar sediul central a fost în Paris din 1949 până în 2007.
Pe 1 noiembrie 1997 a fuzionat cu asociațiile internaționale ale restaurantelor formând IHRA.
Din ianuarie 2008, sediul central este localizat în Lausanne, Elveția.
În România este reprezentată de FIHR.